# Nahr-e Raḩmeh
Nahr-e Raḩmeh (persiska: نهر رحمه) är en ort i Iran.   Den ligger i provinsen Khuzestan, i den västra delen av landet, 600 km söder om huvudstaden Teheran. Nahr-e Raḩmeh ligger 1 meter över havet och antalet invånare är 481.
Terrängen runt Nahr-e Raḩmeh är mycket platt. Runt Nahr-e Raḩmeh är det ganska tätbefolkat, med 54 invånare per kvadratkilometer. Närmaste större samhälle är Shādegān, 7,3 km nordväst om Nahr-e Raḩmeh. Omgivningarna runt Nahr-e Raḩmeh är i huvudsak ett öppet busklandskap.